# Christine Gerber
Christine Gerber (* 1963 in Hamburg) ist eine deutsche evangelische Theologin.

## Leben
Gerber stammt aus einer Hamburger Pastorenfamilie. Sie studierte von 1982 bis 1989 evangelische Theologie, zeitweise auch Philosophie, in Tübingen, Jerusalem und München. Das erste theologische Examen legte sie in Hamburg ab. Anschließend war sie Wissenschaftliche Mitarbeiterin im Fach Neues Testament an der Kirchlichen Hochschule Berlin und danach an der LMU München, wo sie 1996 promovierte. Von 1996 bis 2005 arbeitete Gerber als Assistentin an der HU Berlin, dort habilitierte sie sich 2005. Nach einer Lehrstuhlvertretung (2005–2007) an der Universität Hamburg wurde sie dort 2007 zur Professorin für Neues Testament berufen. Zum Sommersemester 2020 wechselte sie auf eine Professur für Neues Testament an die Humboldt-Universität zu Berlin.
Gerbers Forschungsschwerpunkte sind Paulus, die Paulusschule, hellenistisches Judentum (Flavius Josephus), Exegese unter dem Gender-Aspekt und feministische Theologien und Methodenfragen. Sie hat bei der Revision der Lutherbibel 2017 an der Textfassung des 2. Korintherbriefs, des Epheserbriefs und des Kolosserbriefs mitgearbeitet.
Christine Gerber ist mit dem Hamburger Hauptpastor Martin Vetter verheiratet und hat drei Kinder.

## Publikationen (Auswahl)
- Ein Bild des Judentums für Nichtjuden von Flavius Josephus. Untersuchungen zu seiner Schrift Contra Apionem (= Arbeiten zur Geschichte des antiken Judentums und des Urchristentums, Band 40). Brill, Leiden u. a. 1997, ISBN 90-04-10753-3 (zugleich Dissertation, München 1996).
- als Herausgeberin mit Peter Müller und Thomas Knöppler: „ ... was ihr auf dem Weg verhandelt habt“. Beiträge zur Exegese und Theologie des Neuen Testaments (FS Ferdinand Hahn). Neukirchener, Neukirchen-Vluyn 2001, ISBN 3-7887-1857-9.
- Paulus und seine „Kinder“. Studien zur Beziehungsmetaphorik der paulinischen Briefe (= Zeitschrift für die neutestamentliche Wissenschaft, Beiheft 136). de Gruyter, Berlin u. a. 2005, ISBN 3-11-018478-8 (zugleich Habilitationsschrift, HU Berlin 2005).
- als Herausgeberin mit Benita Joswig und Silke Petersen: Gott heißt nicht nur Vater. Zur Rede über Gott in den Übersetzungen der „Bibel in gerechter Sprache“ (= Biblisch-theologische Schwerpunkte, Band 32). Vandenhoeck & Ruprecht, Göttingen 2008, ISBN 3-525-61609-0.
- als Herausgeberin mit Silke Petersen und Wolfram Weiße: Unbeschreiblich Weiblich. Neue Fragen zur Geschlechterdifferenz in den Religionen (= Theologische Frauenforschung in Europa, Band 26). Lit-Verl., Berlin 2011, ISBN 978-3-643-11069-5.
- Paulus, Apostolat und Autorität, oder: Vom Lesen fremder Briefe (= Theologische Studien, Band 6). TVZ, Zürich 2012, ISBN 3-290-17805-6, (zugleich Habilitationsschrift, HU Berlin 2005).
- als Herausgeberin mit Ute Eisen und Angela Standhartinger: Doing Gender – Doing Religion. Fallstudien zur Intersektionalität im frühen Judentum, Christentum und Islam (= Wissenschaftliche Untersuchungen zum Neuen Testament, Band 302). Mohr Siebeck, Tübingen 2013, ISBN 3-16-152226-5.
- als Herausgeberin mit Andrea Bieler, Silke Petersen und Angela Standhartinger: Weniger ist Mehr. Askese und Religion von der Antike bis zur Gegenwart. Evangelische Verlagsanstalt, Leipzig 2015, ISBN 978-3-374-04169-5.